# Gunnar Dafgård (företag)
Gunnar Dafgård Aktiebolag, med varumärket Dafgårds, är ett större svenskt företag i livsmedelsbranschen.

## Historia
Familjen Dafgård kom från Danmark till Sverige på 1700-talet. Grundaren Gunnar Dafgårds far dog när Gunnar var 18 år. Han fick då ansvar för familjens ekonomi. Han började med att driva en liten firma som sålde köttvaror på torget i Lidköping. Efter ett par år öppnade han en fabrik i Källby med sex anställda. Gunnar Dafgård AB började med att tillverka färdigmat. Kåldolmar blev företagets storsäljare. I slutet av 1970-talet hade företaget 300 anställda i Källby. 1989 började företaget att tillverka pirogen Gorby's och 1992 följdes den av panpizzan Billys. 1992 tilldelades Gunnar Dafgård Albert Bonniers pris till Årets företagare. 1996 tillträdde Thomas Dafgård som VD. Gunnar Dafgård avled 2003. 2008 var Thomas yngre bror, Ulf Dafgård, VD och Magnus Dafgård, son till Thomas, vice VD.
Anläggningen i Källby är en av Skandinaviens största frysanläggningar. Företaget har ett eget åkeri med såväl stora lastbilar med släp som mindre distributionsbilar.
Företagets omsättning uppgick 2011 till 2,03 miljarder kronor. 2017 var omsättningen 2,52 miljarder kronor. Antalet anställda var samma år 1 100. 
Fabriken ligger i Källby. År 2023 hade Gunnar Dafgård AB drygt 1 350 anställda och deras omsättning var 3,8 miljarder svenska kronor.
Under räkenskapsåret 2022 var också exporten stark för bolaget. Man ökade exporten med 47% i jämförelse med året innan.
År 2019 invigde Dafgårds en ny fabriksbutik i Källby. I butiken säljs både ordinarie sortiment och varor på outlet 

## Produkter
Företaget tillverkar olika typer av färdigmat för en eller flera personer, bröd och bakverk till livsmedelsbutiker, och diverse grossistvaror till restauranger med flera.

### Varumärken
Ett urval av varumärken:
- Billys (panpizza)
- Gorby's (piroger)